# Stefan Kramer
Stefan Kramer Solé (Santiago, 19 de febrero de 1982) es un imitador y comediante chileno. 
Es reconocido por imitar con gran similitud en las inflexiones de voz, timbres, características, gestos, personalidades, y expresiones de decenas de personajes del medio chileno e internacional, tales como cantantes, políticos, actores, deportistas, presentadores de televisión, periodistas y personajes de farándula en general.
Reconocido por su talento como imitador, sus imitaciones han sido halagadas y bien recibidas por los imitados y el público en general, sin embargo también ha recibido críticas por alusiones controversiales de algunas figuras públicas.

## Biografía

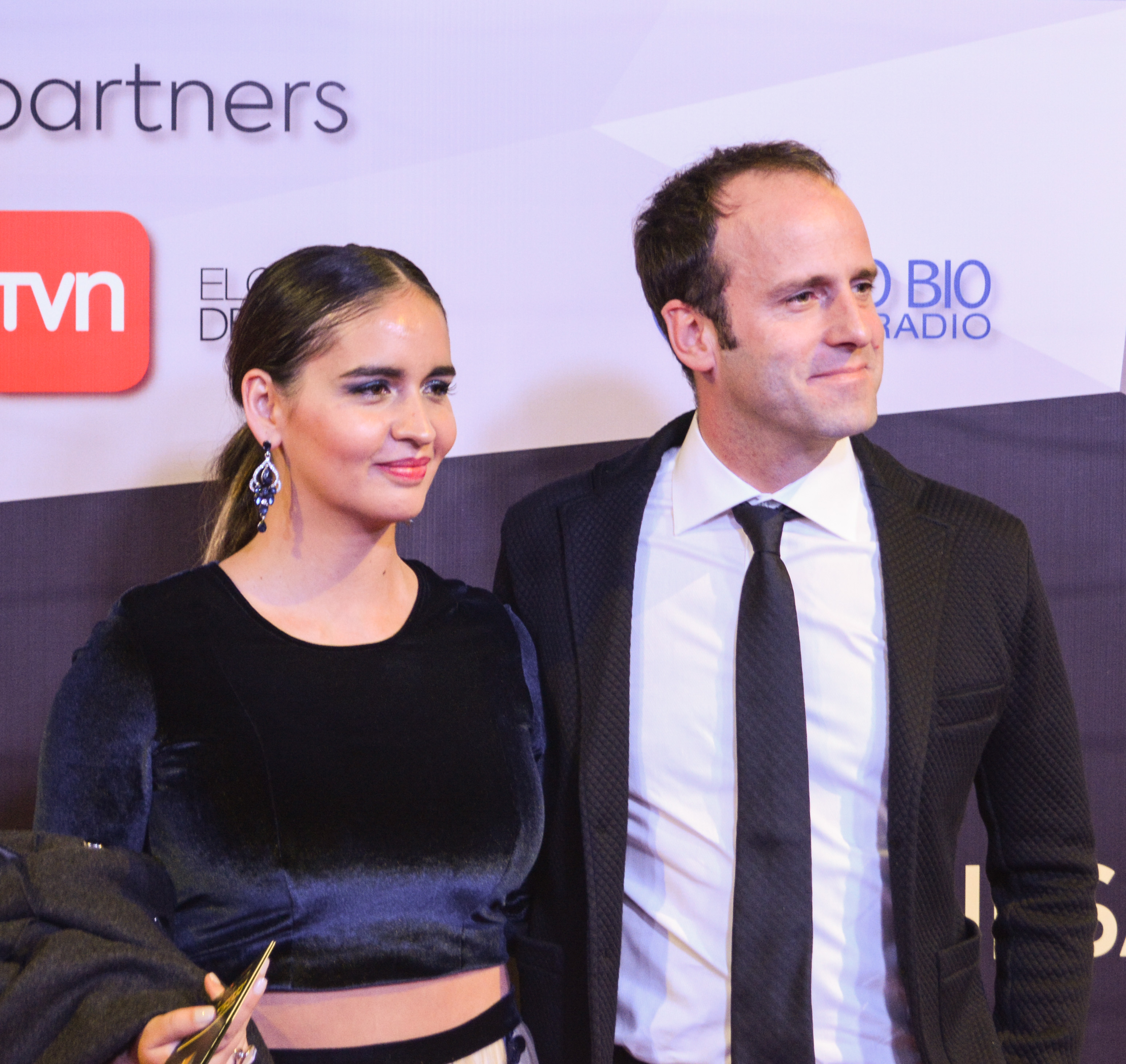
Kramer y su cónyuge, Paloma Soto.

Proviene de una familia de descendientes suizos alemanes de la Región de la Araucanía. Específicamente de la comuna de Los Sauces. Desde 2005 está casado con la cantante y actriz Paloma Soto, con quien tiene cuatro hijos: María Jesús (n. 2006), Santiago (n. 2009), Celeste (n. 2010) y Bruno (n. 2017).

## Carrera mediática

### Imitador en televisión

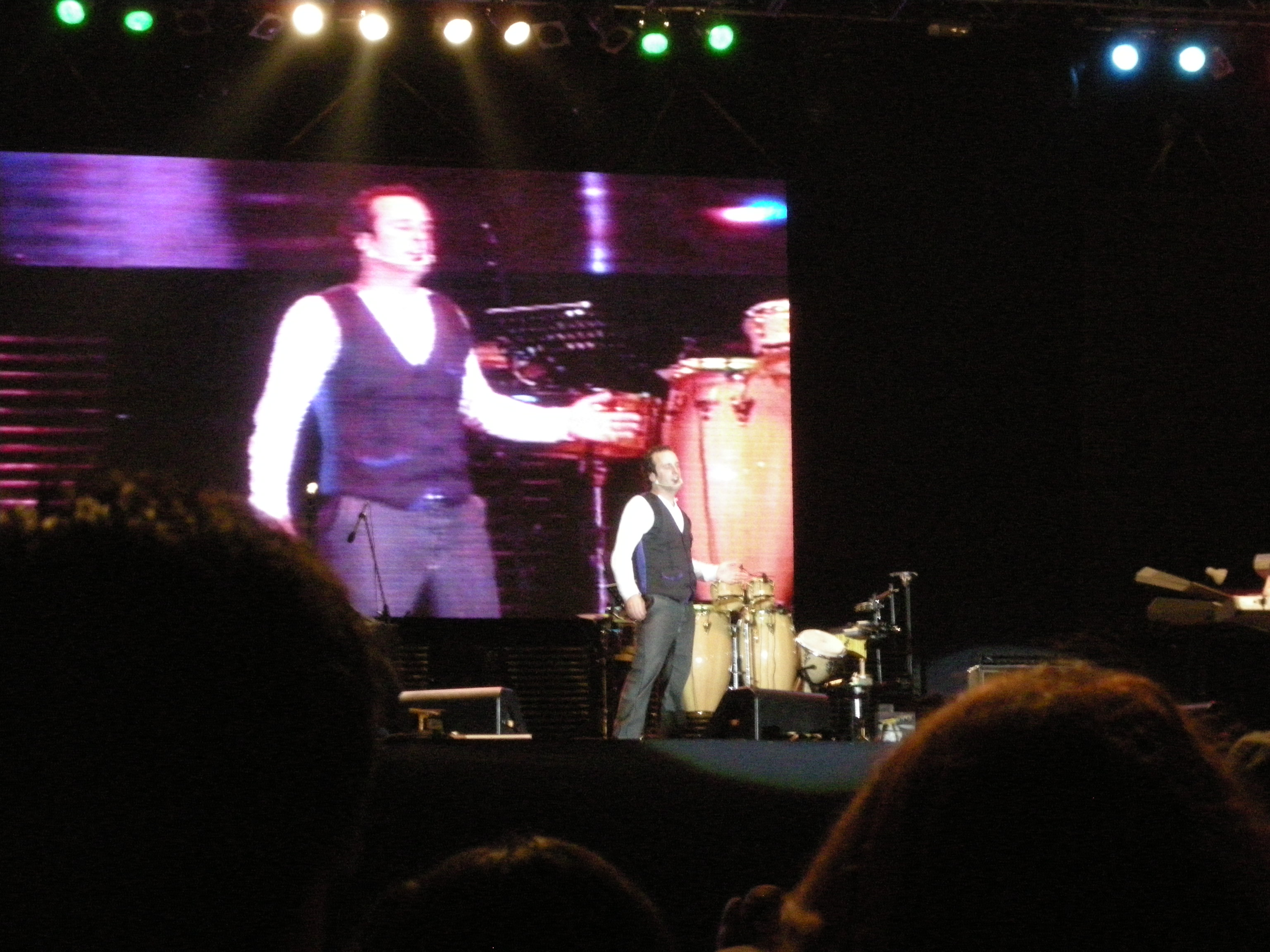
Kramer presentándose en 2009.

Su inicio en televisión fue en el programa ¿Cuánto vale el show? en 2002, conducido por Leo Caprile y en donde Enrique Lafourcade reconoció su talento. Posteriormente tuvo apariciones en programas como Noche de Juegos, Mekano y REC, donde comenzó a realizar sus primeras imitaciones a personajes como Marcelo Ríos, Ítalo Passalacqua, entre otros.
Participó exitosamente en la segunda noche del Festival de Viña de Mar 2008. En una rutina que duró casi 90 minutos, imitó a 33 personajes. El público lo ovacionó y lo premió con dos antorchas (plata y oro) y una gaviota de plata. Diversos programas de televisión de Chile han aprovechado la buena audiencia que produce la rutina de Kramer y la han repetido en innumerables ocasiones, sin que el comediante reciba remuneración económica alguna.
Una de sus apariciones televisivas fue el día 12 de julio de 2009, en el programa de TVN, Animal nocturno. En aquella ocasión, imitó a los más importantes candidatos presidenciales, Marco Enríquez-Ominami como invitado al programa, Eduardo Frei Ruiz-Tagle a través de un supuesto enlace en vivo y a Sebastián Piñera a través de otro supuesto enlace televisivo. Además imitó al entrenador Marcelo Bielsa, el cual fue recibido con elogios.
En 2010 coanimó junto a Felipe Camiroaga el programa Halcón y camaleón en TVN, con el cual logró gran éxito. Durante una de las emisiones de ese programa, Kramer imitó a Marcelo Bielsa, donde explicaba las supuestas razones del impasse que vivió en La Moneda junto al presidente Sebastián Piñera. Así mismo, Kramer grabó previamente una imitación a Piñera, que causó malestar al interior del Gobierno, ya que se realizó justo cuando estaba invitada la expresidenta Michelle Bachelet.
El 2 de diciembre de 2011, Kramer estuvo nuevamente como lo había hecho años anteriores, en el Teatro Teletón, como primer artista del inicio de la Teletón de ese año, imitando a Miguel «Negro» Piñera, hermano del presidente Sebastián Piñera con este último presente en el teatro.
Kramer se presentó en la Teletón 2012, en la clausura del evento en el Estadio Nacional, donde imitó a Mario Kreutzberger "Don Francisco", creador de la campaña. Repitió presentaciones en los cierres de las versiones de 2014, 2015, 2016 y 2018.
El 26 de mayo de 2016, Kramer se convirtió en el animador de su primer programa propio en televisión, llamado Kamaleón, el show de Kramer, emitido por Televisión Nacional de Chile.
Volvería a presentarse en el Festival de Viña del Mar en su edición de 2018, recibiendo las gaviotas de plata y de oro.
Repetiría por tercera vez en la versión de 2020, donde recibió nuevamente ambos premios en una rutina caracterizada en la contingencia y la crítica social producto de las protestas que vivía Chile desde octubre de 2019, por medio de nuevas imitaciones como sus clásicas, alcanzando un peak de 57 puntos de sintonía.

### Carrera cinematográfica
Durante el segundo semestre de 2011 rodó su primera película, Stefan v/s Kramer, que fue estrenada el 2 de agosto de 2012 y distribuida por 20th Century Fox. Durante el segundo semestre de 2013 rodó su segunda película, El ciudadano Kramer, inspirada en las elecciones presidenciales de ese año, que fue estrenada el 5 de diciembre de ese año y también distribuida por 20th Century Fox. 
También fue la voz de la foca Mecha Corta en la película Los pingüinos de Madagascar.

## Críticas y controversias

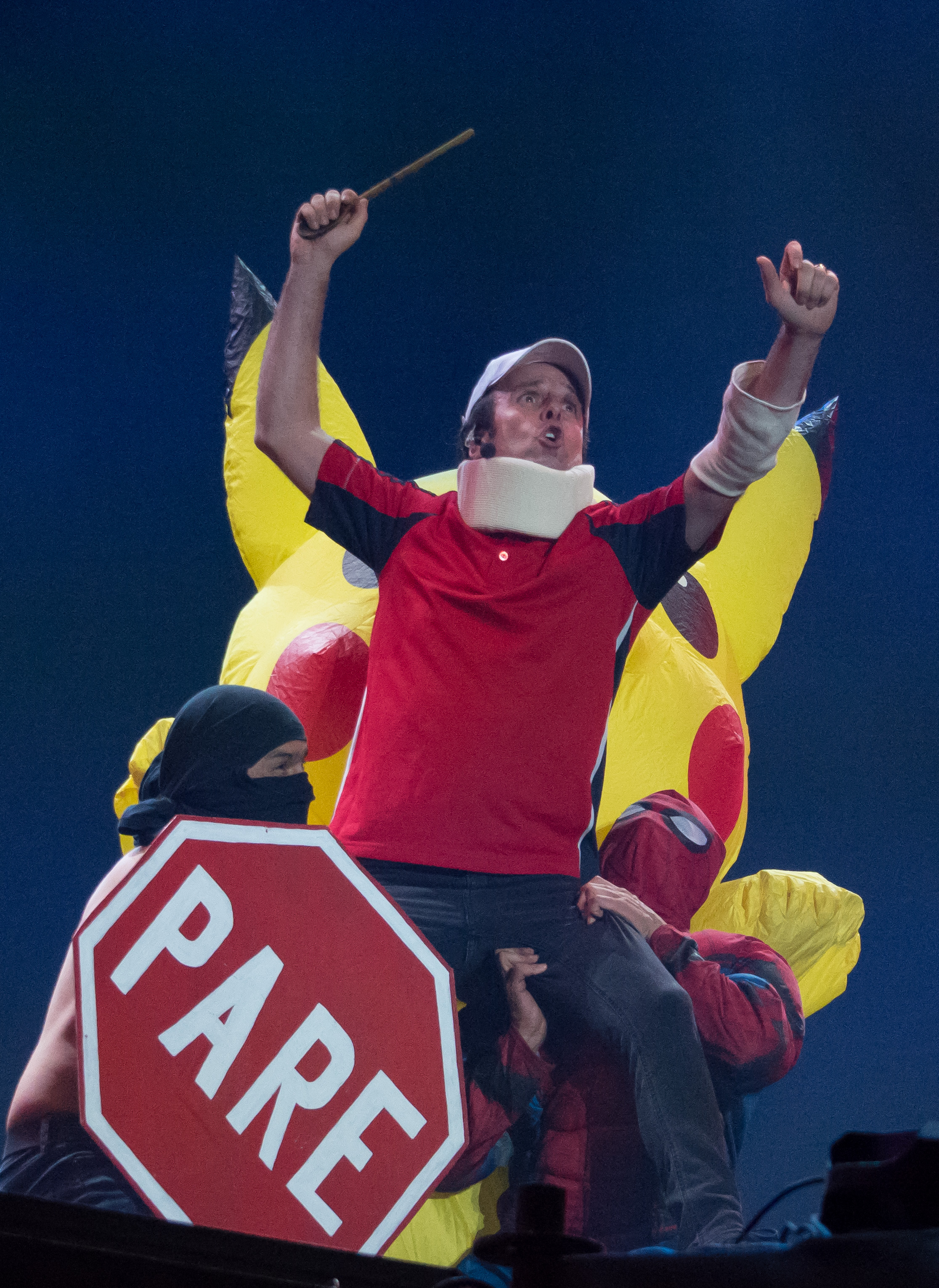
Su representación de la «primera línea» en Viña 2020 fue duramente criticada por políticos de derecha por «elogiar e idealizar» la violencia.

Tras el fallecimiento del periodista deportivo Julio Martínez, su familia instó a Kramer a que no continuara realizando su imitación de Martínez llamada «JM». A pesar de que Kramer en un minuto afirmó que realizaría el personaje en su rutina del Festival de Viña 2008, finalmente anunció que descontinuaría esa imitación.
En diciembre de 2011 entró en una controversia pública con el fotógrafo Jordi Castell, quien acusó a Kramer de burlarse de su orientación sexual con el personaje «Flordy Pastel», quien supuestamente hizo gestos de «meterse una botella por el trasero» en una actuación. El fotógrafo amenazó con hacer públicos aspectos desconocidos de la vida de Kramer. Otras personas calificaron como una forma de extorsión. Castell presentó una querella en contra del imitador por «injurias reiteradas», pero ambas partes llegaron a un acuerdo extrajudicial.
Algunas de las imitaciones de Stefan Kramer han sido criticadas por ser excesivamente humillantes, generando daño a la vida personal y la imagen pública de los imitados, en particular las imitaciones de Pablo Zalaquett y de Sebastián Piñera. Luego de la presentación en la Teletón 2010, donde se encontraba Sebastián Piñera en el público, Coco Legrand comentó que la imitación de Piñera generó nerviosismo y no un clima agradable en los espectadores, señalando además que la labor de un humorista debiese ser distender y divertir. Luego de su presentación en la Teletón 2018, Don Francisco consideró que la rutina de imitación de Piñera realizada por Kramer no fomentaba la unidad.
Las imitaciones de jugadores de la Selección de fútbol de Chile, tales como las de Alexis Sánchez, Arturo Vidal, y Gary Medel, han sido criticadas por ser deliberadamente clasistas, debido a que exacerba modismos o formas incorrectas de hablar propias de la clase baja chilena.
Luego de su presentación en Viña 2020, fue duramente criticado por los parlamentarios de Chile Vamos Eduardo Durán y Diego Schalper, quienes consideraron que «elogiaba e idealizaba» la violencia de la «primera línea» de las manifestaciones del estallido social. Kramer respondió diciendo que había dado «visibilidad a lo que viví y con lo que me involucré y no lo veo de esa manera».

## Imitaciones

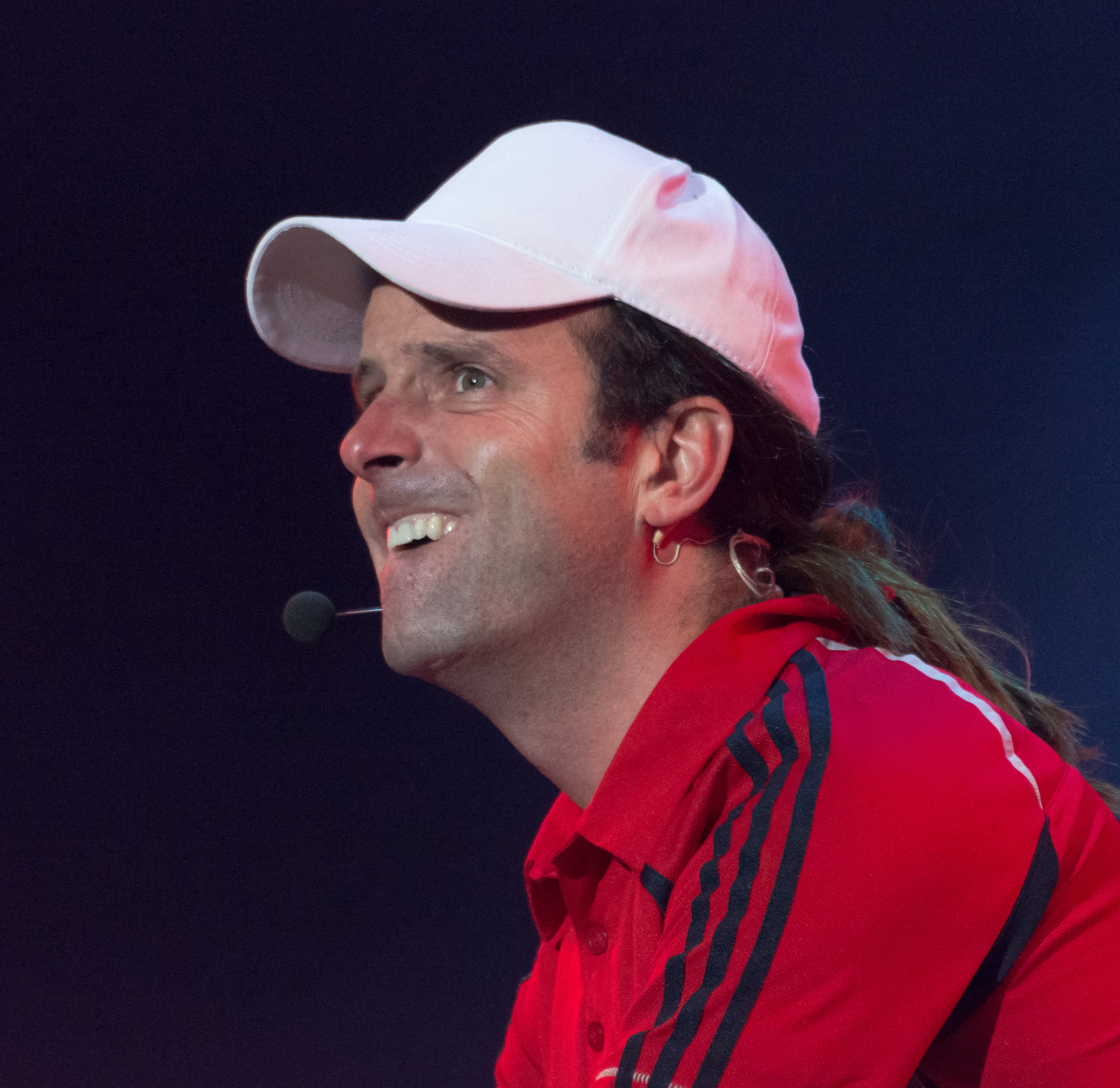
Kramer imitando al tenista Nicolás Massú.

La mayoría de sus imitaciones han sido caracterizadas con disfraces y maquillaje, aunque en otras ocasiones Kramer solo ha imitado la voz y gestos sin caracterizarse. Los siguientes personajes han sido imitados por lo menos una vez:
| Deporte            |                                    |
| Futbolista         | Apodo                              |
| Alexis Sánchez     | Alerxi Sánchez / El Niño Maravilla |
| Arturo Vidal       | Artulo vidall                      |
| Gary Medel         | El Pitbull                         |
| Carlos Caszely     | Cazely                             |
| Claudio Bravo      | Capitán Bravo                      |
| Jorge Valdivia     | El Mago                            |
| Mauricio Pinilla   | Mauricio Pitilla                   |
| Lionel Messi       | Lío                                |
| Marcelo Salas      | Madselo Sadas                      |
| Cristiano Ronaldo  |                                    |
| Iván Zamorano      |                                    |
| Luis Suárez        |                                    |
| Mauricio Isla      |                                    |
| Marcelo Díaz       |                                    |
| Carlos Palacios    |                                    |
| Ben Brereton       |                                    |
| Tenista            | Apodo                              |
| Fernando González  |                                    |
| Horacio de la Peña |                                    |
| Marcelo Ríos       | Marcelo "Chino" Líos               |
| Nicolás Massú      | Nico                               |
| Director técnico   | Apodo                              |
| Jorge Garcés       |                                    |
| Marcelo Bielsa     | Marcelo Piensa                     |
| Eduardo Bonvallet  | El Bomba                           |
| Diego Maradona     | Diego Maradroga                    |
| Jorge Sampaoli     |                                    |
| Manuel Pellegrini  |                                    |
| José Mourinho      | the specialthe one                 |
| Juan Antonio Pizzi | Juan Antonio Pizzim                |
| Pablo Guede        |                                    |
| Ricardo Gareca     |                                    |
| Dirigente          | Apodo                              |
| René Orozco        | El Doctor Horóscopo                |
| Sergio Jadue       | Sergio Jague                       |
| Atleta             | Apodo                              |
| Tomás González     |                                    |

| Política                |                                                        |
| Político                | Apodo                                                  |
| Eduardo Frei Ruiz-Tagle | Don Lalo                                               |
| Francisco Vidal         | Francisco Vinal                                        |
| Jorge Arrate            | Jorge a Ratos                                          |
| Marcelo Trivelli        | Marchelo Trivelli                                      |
| Marco Enríquez Ominami  | MEO / Marco Enríquez Omimami                           |
| Franco Parisi           | France Parece                                          |
| Pablo Longueira         | Pablo Corteira                                         |
| Pablo Zalaquett         | Zazalaquett / El alcalde / Hablo Zalaquett             |
| Sebastián Piñera        | Segastián Piñata / El presidente / Seba / Tatán Piñera |
| José Piñera             | Pepe Piñera                                            |
| Rodrigo Hinzpeter       | Hinzminator                                            |
| Claudio Orrego          |                                                        |
| Andrés Velasco          |                                                        |
| José Antonio Gómez      | Gómez                                                  |
| Nelson Ávila            | Nelson Águila                                          |
| Carlos Larraín          | Don Carlos                                             |
| Camilo Escalona         | Don Camilo                                             |
| Iván Fuentes            |                                                        |
| Evelyn Matthei          |                                                        |
| Michelle Bachelet       |                                                        |
| Manuel José Ossandón    | Manuel Nosé                                            |
| Virginia Reginato       | Virginia Rellenato / Tía Coty                          |
| Evo Morales             | Ego Morales                                            |
| Donald Trump            | Donald Dump                                            |
| José Antonio Kast       |                                                        |
| Carolina Goić           |                                                        |
| Alejandro Navarro       |                                                        |
| Alejandro Guillier      | Alejandro René                                         |
| Eduardo Artés           |                                                        |
| Beatriz Sánchez         |                                                        |
| Joaquín Lavín           |                                                        |
| Karla Rubilar           |                                                        |
| Marcela Cubillos        |                                                        |
| Jaime Mañalich          |                                                        |
| Gabriel Boric           |                                                        |
| Nicolás Maduro          |                                                        |
| Florcita Motuda         |                                                        |
| Enrique Paris           |                                                        |
| Felipe Alessandri       |                                                        |
| Daniel Jadue            |                                                        |
| Clemente Pérez          |                                                        |
| Daniel Stingo           |                                                        |
| Sebastián Sichel        |                                                        |
| Javier Milei            |                                                        |

| Música           |                          |
| Artista          | Apodo                    |
| Alejandro Sanz   | Alejandro Sinz Sed       |
| Alberto Plaza    | Alberto Plaza de Armas   |
| Chayanne         | Chiyonne                 |
| Ricky Martin     |                          |
| Luis Fonsi       |                          |
| Daddy Yankee     |                          |
| Eddie Vedder     |                          |
| Fito Páez        | Frito Páez               |
| Jorge González   | J.G.                     |
| Juanes           | Juanos                   |
| Leo Rey          | Leo Rey                  |
| Limp Bizkit      |                          |
| Luis Jara        | Mucho Jara               |
| Pablo Herrera    |                          |
| Peter Rock       | Viejo Rock               |
| Raquel Argandoña |                          |
| Raquel Calderón  | Kel Calderón             |
| Ricardo Arjona   | RicArto Arjona           |
| Negro Piñera     | El Negro / Moreno Piñera |
| Willy Sabor      | Willy Sason              |
| Jorge Rojas      | Jorge Colorado           |
| Gustavo Cerati   | Gustacho Cerity          |
| Vicentico        |                          |
| Ozzy Osbourne    | Ozzo Bucco               |
| Steven Tyler     |                          |
| Enrique Iglesias |                          |
| Romeo Santos     |                          |
| Pitbull          |                          |
| Luis Miguel      |                          |
| Juan Luis Guerra |                          |
| Nicky Jam        |                          |
| Laura Pausini    |                          |
| Marcianeke       |                          |
| Bad Bunny        |                          |

| Televisión            |                                |
| Animador              | Apodo                          |
| Kike Morandé          | El Kike / Kuike Moralqué       |
| Marcelo Comparini     |                                |
| Julián Elfenbein      | Culián Elfenbein               |
| Leo Caprile           | Leo Cahuines                   |
| Felipe Camiroaga      |                                |
| Martín Cárcamo        |                                |
| José Miguel Villouta  |                                |
| Sebastián Jiménez     | Lindorfo                       |
| Gonzalo Feito         |                                |
| Sergio Lagos          |                                |
| Julio César Rodríguez |                                |
| Don Francisco         | Don Francis                    |
| Rafael Araneda        | El Rafa                        |
| Diana Bolocco         | Dyana Bolloco                  |
| Cecilia Bolocco       |                                |
| Ana María Polo        |                                |
| Francisco Saavedra    | Pancho Saavedra                |
| Karol Lucero          |                                |
| Cristián Sánchez      |                                |
| Patricia Maldonado    |                                |
| Nicolás Larraín       |                                |
| Checho Hirane         |                                |
| Periodista            | Apodo                          |
| Amaro Gómez-Pablos    | Amaro Pérez Pablos Gómez Silva |
| Fernando Paulsen      | Paulsem                        |
| Ricarte Soto          | Picarte Soto                   |
| Fernando Solabarrieta |                                |
| Aldo Schiappacasse    |                                |
| Matías del Río        |                                |
| Julio Martínez        |                                |
| Italo Passalacqua     |                                |
| Claudio Palma         | Claudio Calma                  |
| Emilio Sutherland     | Tío Emilio                     |
| Daniel Matamala       |                                |
| Jorge Díaz            |                                |
| Pamela Jiles          |                                |
| Rodrigo Sepúlveda     |                                |
| José Antonio Neme     |                                |
| Mónica González       | Mónica Lo Sabe                 |
| Tomás Mosciatti       |                                |
| Actor                 | Apodo                          |
| Héctor Noguera        | Tito Noguera                   |
| Jim Carrey            |                                |
| Marisela Santibáñez   | Marichela Santibáñez           |
| Gonzalo Valenzuela    | Valenzuela                     |
| Daniel Alcaíno        |                                |
| Fernando Farías       |                                |
| Luis Gnecco           |                                |
| Cristián Campos       |                                |
| Jorge Zabaleta        |                                |
| Bastián Bodenhöfer    |                                |
| Álvaro Espinoza       |                                |
| Pedro Pascal          |                                |

| Otros                 |                                             |
| Imitado               | Apodo                                       |
| Leonardo Farkas       | Leonardo Parkas / El pianista               |
| Roberto Dueñas        | Peluche Dueñas                              |
| Jordi Castell         | Flordi Pastel                               |
| Gonzalo Egas          | Gonzalo Pegas                               |
| Arturo Longton        | Arturo Pichi / El productor / Arturo London |
| Rocío Marengo         |                                             |
| Rafael Garay          |                                             |
| Germán Garmendia      |                                             |
| Pedro Engel           | Pedrito Ángel                               |
| Marcelo Lagos         |                                             |
| José Maza             |                                             |
| Bombo Fica            |                                             |
| Paul Vásquez          | Poul Vázquez / El flaco                     |
| Fabricio Vasconcellos | Baile de la longaniza                       |
| Greta Thunberg        |                                             |
| María Luisa Cordero   |                                             |
| Christian Henríquez   | Rupertina/Ruperto                           |
| Coco Legrand          |                                             |

## Otras participaciones

### Vídeos musicales
- Déjalo, de Luis Jara y Rigeo (como la Dra. Polo)

## Premios
- Gaviota de Plata, Antorcha de Plata y de Oro - Festival Internacional de la Canción de Viña del Mar 2008
- Copihue de Oro 2008 al mejor humorista[90]
- Copihue de Oro 2010 al mejor humorista[91]
- Copihue de Oro 2011 al mejor humorista[92]
- Copihue de Oro 2012 a la mejor película, por Stefan v/s Kramer[93]
- Copihue de Oro 2013 al mejor humorista[94]
- Gaviota de Plata y de Oro - Festival Internacional de la Canción de Viña del Mar 2018
- Gaviota de Plata y de Oro - Festival Internacional de la Canción de Viña del Mar 2020